# Vogelobservatorium Tij

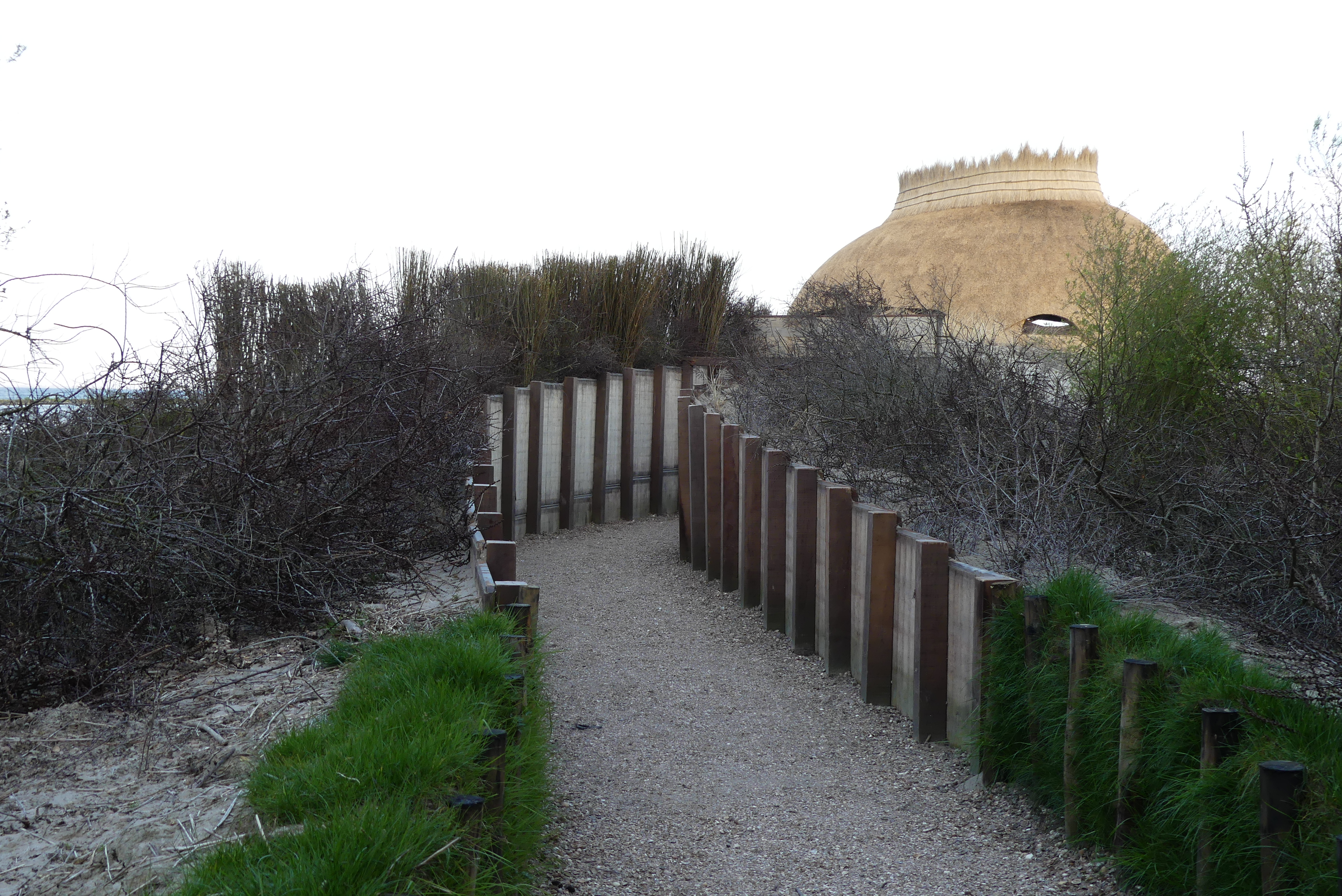
Vogelobservatorium Tij

Het Vogelobservatorium Tij is een vogelkijkhut aan het Haringvliet in Stellendam. Het Vogelobservatorium Tij heeft de vorm van een ei van een stern. Het is 8 meter hoog en 11 meter lang. De hut werd geopend in april 2019 (binnen het project Droomfonds Haringvliet) aan de rand van natuurgebied Scheelhoek. Ze is een ontwerp van architect Thomas Rau samen met collega’s van Ro&Ad Architecten.